# Márcio Vilela
Márcio Goulart Vilela (Santa Rita do Sapucaí, 14 de fevereiro de 1965 — Santa Rita do Sapucaí, 23 de junho de 2013) foi um voleibolista indoor brasileiro que atuando na posição de ponta conquistou a medalha de ouro no Campeonato Sul-Americano de Clubes de 1988, realizado no Peru. Além da carreira de atleta e treinador, foi empresário e também músico.

## Carreira
Vilela, como ficou conhecido em sua carreira, foi o quarto filho do casal Benedito Rezende Vilela e Léa da Costa Goulart Rezende., estudou em sua cidade natal na Escola Estadual Doutor Luiz Pinto de Almeida, Escola Estadual Doutor Delfim Moreira  encerrou o ensino fundamental na Escola Estadual Sinhá Moreira, época que já se envolvia na prática desportiva e competiu por esta instituição nos Jogos Escolares Mineiros.
Em 1976 já competia também pela ASA nos torneios locais e regionais de voleibol. No década de 80 cursou a Escola Técnica de Eletrônica, após conclusão em 1983, visando estágio na área, migrou para São Paulo e lá surgiu a chance de participar das “peneiras” do E. C. Pinheiros, e foi contratado para categoria juvenil onde permaneceu até 1985.
Ingressou em 1985 nas categorias de base do E.C. Banespa e logo foi contratado para o elenco adulto e conquistou o bronze no Campeonato Paulista de e o quarto lugar no Campeonato Brasileiro de Clubes , ambos resultados em 1986. Na temporada seguinte sagrou-se vice-campeonato do Campeonato Paulista de 1987 e obteve o título do Campeonato Brasileiro do mesmo ano. Ainda pelo E.C.Banespa obteve a medalha de ouro no Campeonato Sul-Americano de Clubes  de 1988 realizado em Lima no Peru.
Jogou pelo Telesp Clube  e também pelo Sândalo/Franca quando foi vice-campeão do Campeonato Paulista de 1990. Foi contratado pelo Mackenzie E.C. até 1993, quando decidiu retornar a sua cidade natal e nesta fundou a primeira Academia da  cidadã, cujo nome foi Esporte e Companhia e inaugurada em 3 de outubro  de 1993, inicialmente com funcionamento na Avenida Doutor Delfim Moreira e posteriormente na Rua Juca Castelo.
Em 2003 vendeu sua Academia e dedicou-se a sua outra paixão: a música e foi guitarrista da Banda Luxúria, nome sugerido por Márcio, efetivamente passou a tocar nesta banda a partir de 1995, ainda foi técnico  das categorias de base do Juventude e faleceu de infarto no dia 23 de junho de 2013 em sua terra natal.

## Títulos e resultados
- Campeonato Brasileiro:1987[4]
- Campeonato Brasileiro:1986[2]
- Campeonato Paulista:1986[2]
- Campeonato Paulista:1987 e 1990[3]